# Bodhrán

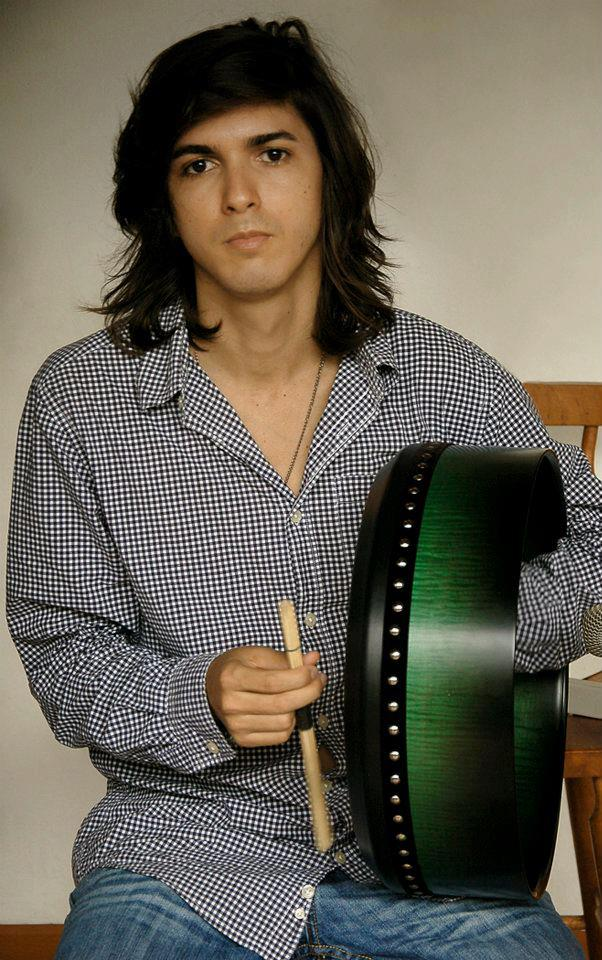
Músico tocando un bodhrán.

El bodhrán (AFI [ˈbɔːrɑːn] o [ˈbaʊrɑːn]; plural bodhráin) o el pandero irlandés es un tambor de marco (frame drum) irlandés.

## Descripción
El diámetro del marco va desde los 25 a los 69 centímetros, mientras que la profundidad es de entre 9 y 20 centímetros. El tamaño más habitual emplea un marco de entre 35 y 45 centímetros de diámetro con una profundidad de unos 10 centímetros. A un lado del marco se halla una membrana (o parche) tensada y clavada al marco mediante tachuelas.
Tradicionalmente la membrana suele ser de piel de cabra, aunque actualmente es habitual encontrar bodhráns fabricados con pieles de otros animales, como el canguro o incluso materiales sintéticos como el kevlar. El otro lado del marco queda abierto. Habitualmente, una o dos barras cruzadas en el interior del marco fortalecen su estructura.
Algunos bodhráin modernos para uso profesional emplean tensores mecánicos que permiten variar la tensión del parche, similares a los empleados en los tambores de las baterías. 
Asimismo, en los últimos años se ha desarrollado una gran variedad de baquetas que se adaptan a múltiples sonoridades, sobre todo a aquellas más contemporáneas. En general, las baquetas pueden ser de tres grandes tipos: hard tipper; hot rod; y brush tipper. 

## Interpretación
Habitualmente se toca sentado, sujetándolo en posición vertical entre el antebrazo y el tronco, con el marco reposando sobre la rodilla, al tiempo que la mano se introduce por el lado abierto del tambor entre las barras cruzadas y la membrana, reposando sobre el lado interior de la piel, lo que permite controlar ligeramente la tensión del parche y variar el tono. El tambor se toca con la mano libre golpeándolo directamente con la mano desnuda, o normalmente empleando una pieza de madera llamada baqueta (en inglés tipper o beater).
Hay numerosas formas de tocarlo, siendo la mayoría de los estilos denominados con el nombre de la región de Irlanda de donde se originaron. El más común es el "estilo Kerry", que usa una baqueta doble. Algunos intérpretes como John Joe Kelly o Eamon Murray, han conseguido lograr una enorme cantidad de matices tímbricos y de altura, desarrollando un gran virtuosismo en el instrumento.

## Uso
Aunque es común en Irlanda, el bodhrán ha ganado popularidad en el mundo de la "música celta", especialmente en Escocia, Bretaña, Galicia, Asturias, Castilla y León, Cantabria y Terranova.
Algunos grupos lo incorporan a su música, tales como The Chieftains, Kíla, BEOGA, Flook, Danú, Doolin, Anam, Omnia y Salduie entre otros.